# Time Won't Let Me
"Time Won't Let Me" é uma canção de rock and roll da banda de garagem de Cleveland, Ohio, The Outsiders, lançada em single 7" (45 rpm) em 17 de janeiro de 1966 e que se tornou sucesso nos Estados Unidos, atingindo a posição #5 da Billboard Hot 100 em 16 de abril do mesmo ano. O grupo The Outsiders obteve mais três outros hits na ocasião: "Girl In Love", em julho, "Respectable", em setembro, e "Help Me Girl", em dezembro, nenhuma delas com tanto êxito quanto sua estreia. "Time Won't Let Me" foi composta pelo guitarrista da banda, Tom King, juntamente com Chet Kelley, e gravada por conta própria, obtendo eles, depois, um contrato com a Capitol.

## História
Os Outsiders tinham uma vantagem sobre inúmeras bandas estadunidenses que se formaram na esteira da invasão britânica e que tinham sido ativas na cena de Cleveland, Ohio, durante anos; começando em 1958 como um conjunto de R&B chamado Tom King and the Starfires, foram reunidos naquele ano pelo guitarrista e saxofonista Tom King, que na época tinha apenas quinze anos. No início de 1965, a banda consistia de King na guitarra base, Bill Bruno na guitarra solo, Mert Madsen no baixo e Jim Fox na bateria. Mais tarde, naquele ano, Fox partiu para a faculdade e foi substituído por Ronnie Harkai, que iria tocar a bateria em "Time Won't Let Me". Além disso, em 1965 eles trouxeram o cantor Sonny Geraci. O grupo estava sob contrato da Pama Records, que era de posse do tio de King e que no final de 1965 gravou "Time Won't Let Me" para o rótulo. A canção é uma melodia simples, cativante e dançante. A seu arranjo básico foi acrescentada uma seção de metais, mas foi aplicada de forma discreta para não prejudicar o som fundamental da banda, que nesta ocasião contou com um riff feito por uma guitarra elétrica de doze cordas. Suficientemente impressionada, ao ouvi-la, a Capitol Records assina com eles. Pouco tempo depois, King muda o nome da banda, de Starfires para Outsiders, possivelmente a pedido do novo selo. Uma das razões da mudança de nome foi que King e Kelley haviam se tornado "outsiders" no seio familiar como o resultado da mudança de gravadora.

### Single, EP e álbum
Gravada no estúdio Cleveland Recording, no outono de 1965, "Time Won't Let Me" foi lançada como single 7" (45 rpm) pela Capitol em 17 de janeiro de 1966 e continha "Was It Really Real" no Lado B.  Tom King produziu o disco e, com Tommy Baker, foi fundamental para os arranjos de metais. A canção se tornou hit em todo o país, indo parar na posição #5 da Billboard Hot 100 na data de 16 de abril e ficando nas paradas nacionais por 15 semanas. Vendeu mais de um milhão de cópias. Desde então, a música é ouvida em filmes, comerciais de TV e programas de rádio.
Em 1966 os Outsiders gravaram seu primeiro álbum para a Capitol, Time Won't Let Me, também produzido por King. Ele continha cinco canções originais escritas por King e Kelley. Outro lançamento, no México e Estados Unidos, é um EP 7" contendo "Time Won't Let Me", "Listen People", "Girl In Love" e "Rockin' Robin". O baterista Ronnie Harkai partiu, logo após a gravação de "Time Won't Let Me, para se juntar à Força Aérea, e o grupo não mais repetiu o seu sucesso inicial.
No mesmo ano em que sai nos EUA, a canção é lançada em single 7" no Brasil, com seu título traduzido entre parênteses: "Time Won't Let Me (O Tempo Não Me Deixará)". A música, depois, integra o box set Nuggets (Original Artyfacts From The First Psychedelic Era 1965-1968) (1998) e a compilação em CD Nuggets From Nuggets: Choice Artyfacts From The First Psychedelic Era (2000).

### "Time Won't Let Me", The Outsiders (músicos)
Sonny Geraci - vocais
Tom King - guitarra, vocal de apoio
Bill Bruno - guitarra
Mert Madsen - baixo
Ronnie Harkai - bateria

## Versões cover
Ainda em 1966 a banda The T-Bones acrescenta uma versão de "Time Won't Let Me" em seu álbum Sippin' 'N Chippin'. Na década de 1980, o cantor de protopunk Iggy Pop acrescenta uma cover desta canção no encerramento de seu disco Party, lançado pela Arista em 1981, e a banda de power pop The Plimsouls a coloca no álbum ao vivo, lançado na França em 1989 e nos EUA em 2005, One Night In America. Outra banda que apresenta sua versão é The Smithereens, que a acrescenta em sua compilação de 1995, Blown to Smithereens: best of the Smithereens.
No ano de 1967 a banda brasileira Os Canibais fez uma versão em português desta canção, com o título de "Garota Teimosa", e a incluiu em seu LP de estreia.

## Discografia
- The Outsiders - 7" single, A: "Time Won't Let Me" / B: "Was It Really Real" (1966) - Capitol (5573)[1][2]
- The Outsiders - 7" EP, A: "Time Won't Let Me", "Listen People" / B: "Girl In Love", "Rockin' Robin" (1966, EUA / 1967, México) - Capitol (EAP4-2501)[13]
- The Outsiders - LP: Time Won't Let Me (1966) - Capitol (T 2501)[12]
- The Outsiders - box set: Nuggets (Original Artyfacts From The First Psychedelic Era 1965-1968) (1998) - Rhino Records (R2 75466)[15]
- The Outsiders - CD: Nuggets From Nuggets: Choice Artyfacts From The First Psychedelic Era (2000) - Rhino Records (R2 76661, mono)[16]

- The T-Bones - LP: Sippin' 'N Chippin' (1966) - Liberty Records (LST 7446, stereo/LRP 3446, mono)[17]

- Iggy Pop - LP: Party (1981) - Arista (AL 9572)[18]

- The Plimsouls - LP: One Night In America (ao vivo, 1989) - Fan Club, França (FC 048)[19]
- The Plimsouls - CD: One Night In America - Live! (ao vivo, 2005) - Oglio Records, EUA (OGL82030-2)[20]

- The Smithereens - CD: Blown to Smithereens: best of the Smithereens (1995) - Capitol (CDP 531481)[21]